# イーフレイム・チェンバーズ

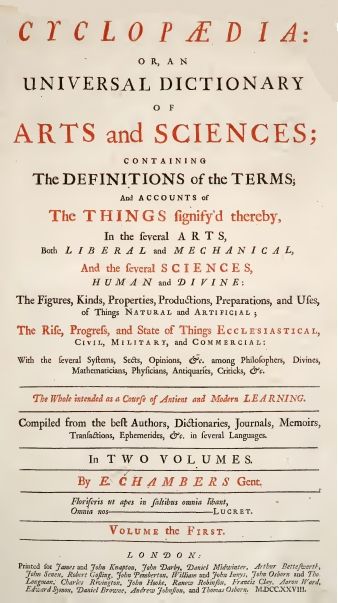
『サイクロペディア』初版（1728年）の表紙

イーフレイム・チェンバーズ（Ephraim Chambers、1680年頃 - 1740年5月15日）は、イギリスの百科事典編纂者である。『サイクロペディア、または諸芸諸学の百科事典』(Cyclopaedia, or An Universal Dictionary of Arts and Sciences)の編纂・発行で知られる。

## 生涯
1680年頃にイングランド・ウェストモーランド州ケンダル近郊のミルトンで生まれた。その生い立ちについてはほとんど知られていないが、ヘバーシャムのグラマー・スクールに通い、1714年から1721年までロンドンの地球儀製作者ジョン・セネックスの弟子となっていた。チェンバーズが百科事典『サイクロペディア』の構想を練り始めたのはこの頃である。『サイクロペディア』の執筆を始めた後、セネックスの元を去り、百科事典の制作に専念した。グレイ法曹院に下宿し、生涯そこで過ごした。ロンドンのイズリントン区で亡くなり、遺体はウェストミンスター寺院の回廊に埋葬された。

## 執筆活動
『サイクロペディア』の初版は1728年に出版され、イギリス国王ジョージ2世に献呈された。チェンバーズの存命中に第6版まで出版された。『サイクロペディア』が導入した関連項目間の相互参照（クロスレファレンス）の手法は、後の百科事典編集に多大な影響を及ぼすことになる。『サイクロペディア』のフランス語版を出版する企画が発展して生まれたのが、ディドロらの編纂になる『百科全書』である。
チェンバーズは1740年に死去したが、生前に残した資料を元にジョージ・ルイス・スコットやジョン・ヒルが補遺版を編纂し、1753年に出版された。
1735年から1736年にかけて出版された『リテラリー・マガジン』(Literary Magazine)に書評を寄稿しており、編集にも関与していた可能性がある。1726年から1727年にかけて、ジャン・デュ・ブロイ著"Practice of Perspective"（「遠近法の実践」）などの遠近法や化学に関するフランス語の書籍の翻訳に取り組んだ。また、ジョン・マーティンと協力して、"History and Memoirs of the Royal Academy of Sciences at Paris"（「パリ王立科学アカデミーの歴史と回顧録」、1742年）を翻訳した。